# Chloroclystis bryodes
Gymnoscelis bryodes là một loài bướm đêm trong họ Geometridae.